# Notomys mitchellii
Notomys mitchellii is een knaagdier uit het geslacht Notomys.

## Kenmerken
De rug is grijsachtig olijfkleurig, de onderkant wit of lichtgrijs. De staart is van boven rozebruin en van onder lichtgrijs, met een lichtbruine pluim. De kop-romplengte bedraagt 100 tot 125 millimeter, de staartlengte 140 tot 155 millimeter, de achtervoetlengte 34 tot 40 millimeter, de oorlengte 24 tot 28 millimeter en het gewicht 40 tot 60 gram. Vrouwtjes hebben 0+2=4 mammae.

## Leefwijze
De soort is 's nachts actief en slaapt in holen of holle bomen. Hij eet gevarieerder dan de meeste andere soorten, namelijk zaden, wortels, groene planten, schimmels en insecten. Hoewel het dier meestal in de late winter of de lente paart, kan de paring in alle jaargetijden voorkomen als de omstandigheden goed zijn.

## Verspreiding
Deze soort komt voor in Australië. Zijn verspreidingsgebied beslaat het zuiden van West-Australië en Zuid-Australië en het noordwesten van Victoria. Daar leeft hij in met struiken begroeide zandgebieden.